# Daimyō

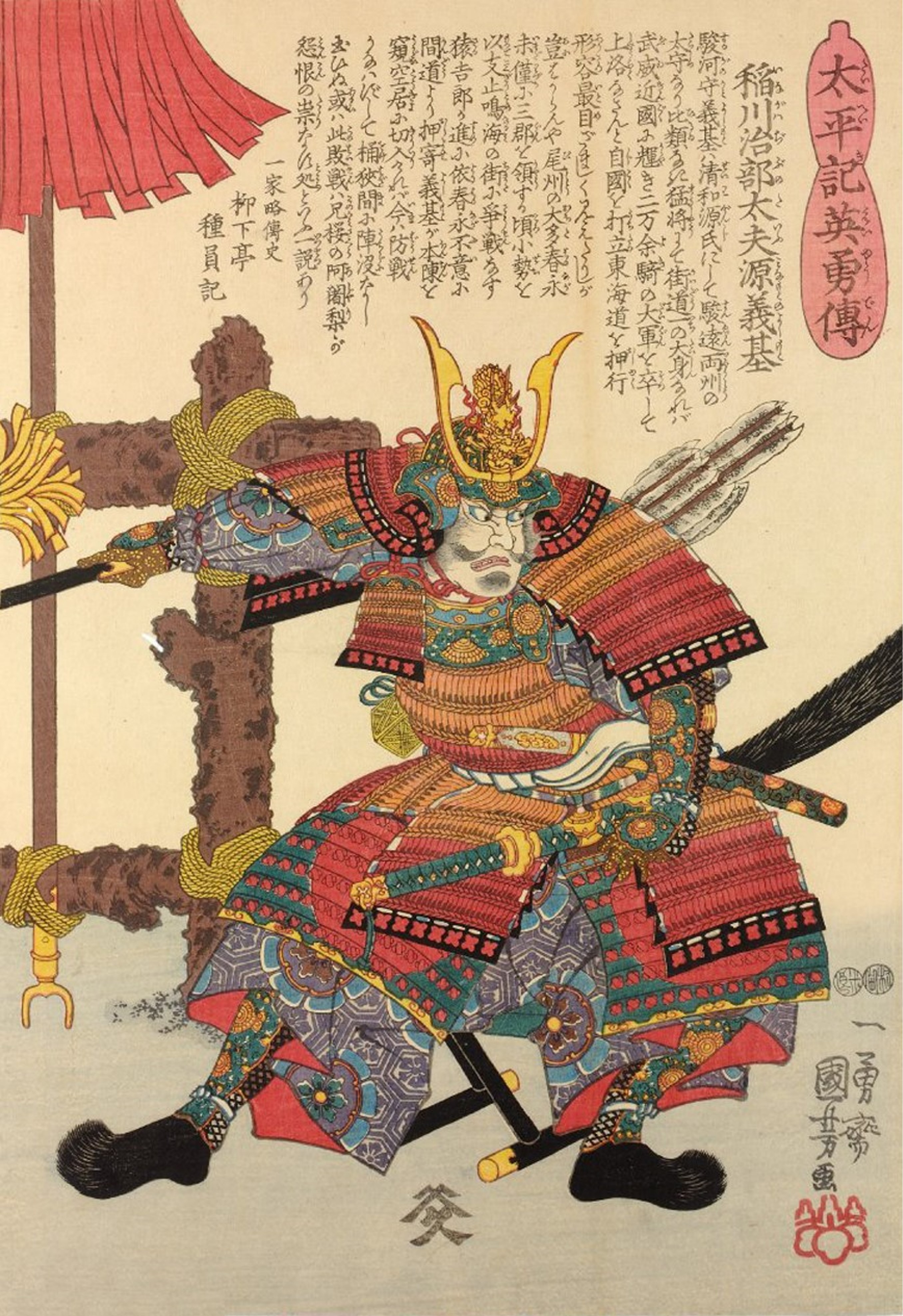
Ukiyo-e raffigurante Imagawa Yoshimoto. Yoshimoto fu un eminente daimyō nell'epoca Sengoku in Giappone

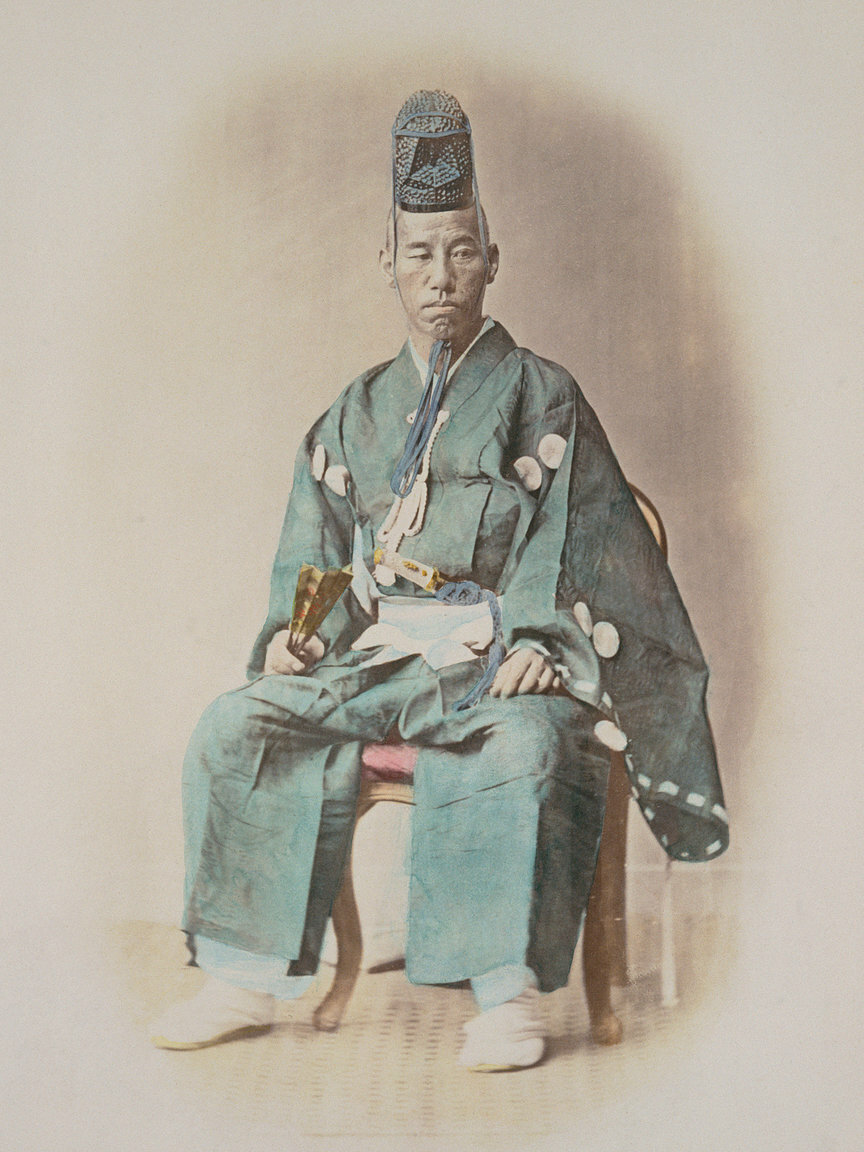
Date Munenari, ottavo daimyō del dominio di Uwajima

I daimyō, daimyo o daimio (大名?, daimyo, [daimʲoː], pronuncia giapponese: ) erano potenti magnati e signori feudali giapponesi che, dal X secolo fino all'inizio del periodo Meiji, a metà del XIX secolo, governarono sulla stragrande maggioranza del Giappone grazie ai loro vasti possedimenti fondiari di natura ereditaria. Erano subordinati allo shōgun e nominalmente all'imperatore e ai Kuge (una classe aristocratica). Nel termine, dai (大?) significa "grande" e myō sta per myōden (名田?), che significa "terra del nome" o "terra privata".
Dagli shugo del periodo Muromachi, per poi passare al periodo Sengoku e infine ai daimyo del periodo Edo, questo ceto ha avuto una storia assai ricca e complessa. Anche le origini dei vari daimyo sono molto diverse: mentre alcuni clan, quali i Mōri, gli Shimazu e gli Hosokawa, erano rami cadetti della famiglia imperiale o discendevano dai Kuge, in altri casi i daimyo venivano elevati dal rango di samurai, soprattutto durante il periodo Edo.
I daimyō spesso impiegavano i samurai per tutelare i propri possedimenti e li ricompensavano con terra o cibo, dato che solo pochi potevano permettersi di pagarli in denaro. L'era dei daimyo giunse al suo tramonto poco dopo la Restaurazione Meiji, quando nel 1871 venne istituito il sistema delle prefetture.

## Periodo Edo

Cartina in cui vengono riportati i domini dei daimyō dell'epoca Sengoku intorno al primo anno dell'era Genki (1570 d.C.)

Gli appartenenti a questa carica appartenevano ad uno di questi tre gruppi principali:
- tozama daimyō (chi aveva accettato di mettersi al servizio di Tokugawa Ieyasu in seguito alla battaglia di Sekigahara, del 1600);
- fudai daimyō (chi prima di quella battaglia era già vassallo dei Tokugawa);
- shinpan (chi era parente dei Tokugawa).

I tozama daimyō possedevano i feudi maggiori, come l'han di Kaga nella prefettura di Ishikawa, controllato dal clan Maeda e valutato 1.000.000 di koku. Altri famosi clan tozama includevano i Mōri della provincia di Choshu, gli Shimazu di Satsuma, i Date di Sendai, gli Uesugi di Yonezawa e gli Hachisuka di Awa. Inizialmente i Tokugawa li considerarono come potenzialmente ribelli, ma per la maggior parte del Periodo Edo i matrimoni tra Tokugawa e clan tozama, così come politiche di controllo come il sankin kōtai, produssero relazioni pacifiche.
Alcuni fudai daimyō, come gli Ii di Hikone, possedevano grandi han, ma molti erano piccoli. Lo shogunato piazzò molti fudai in posizioni strategiche per sorvegliare le strade di commercio e di accesso a Edo. Inoltre molti fudai daimyō assunsero posizioni di potere nello Shogunato Edo, alcuni salendo fino al rango di rōjū.
Gli shinpan erano parenti di Ieyasu, come i Matsudaira, o discendenti di rami cadetti di Ieyasu. Diversi shinpan, inclusi i Tokugawa di Owari (Nagoya), Kii (Wakayama) e Mito, così come i Matsudaira di Fukui e Aizu, possedevano grandi han.
Durante il periodo Edo, i Tokugawa forzarono tutti i daimio a trascorrere un anno ogni due a Edo, lasciando costantemente nella città sede dello shogun i membri della propria famiglia. Questo incrementò il controllo politico e fiscale detenuto dai daimio di Edo. Questa politica era chiamata sankin kōtai.
Il termine daimyō viene alle volte utilizzato per riferirsi alla figura prominente di tali clan, detti anche "signori della guerra". Lo shōgun, o il reggente, veniva di solito scelto, sebbene in maniera non esclusiva, tra questi signori della guerra.